# Светловка (Херсонская область)
Светловка (укр. Світлівка) — село в Кочубеевской сельской общине Бериславского района Херсонской области Украины.
Почтовый индекс — 74012. Телефонный код — 5535.

## Население
Население по переписи 2001 года составляло 86 человек.

### Языковой состав
Родной язык населения по данным переписи 2001 года:
| Язык       | Численность, чел. | Доля     |
| ---------- | ----------------- | -------- |
| Украинский | 85                | 98,84 %  |
| Русский    | 1                 | 1,16 %   |
| Итого      | 86                | 100,00 % |